# 米格洛波利斯
米格洛波利斯是巴西圣保罗州的一个市镇。总面积826.889平方公里，总人口21095人，人口密度25.5人/平方公里。